# Grans Prínceps de Moscou

## Prínceps de Moscou i Grans Prínceps (1283-1547)
- Daniïl (1283-1303)
- Yuri (1303-1325)
- Ivan I (1325-1341)
- Semen (1341-1353)
- Ivan II (1353-1359)
- Dmitri (1359-1389)
- Vassili I (1389-1425)
- Vassili II (1425-1462)
- Ivan III (el Gran) (1462-1505) - primer sobirà de tota Rússia
- Vassili III (1505-1533)
- Ivan IV (Etapa abans d'autoproclamar-se tsar) (1533-1547)